# Phellinidium
Phellinidium (Kotl.) Fiasson & Niemelä – rodzaj grzybów z rodziny szczeciniakowatych (Hymenochaetaceae). W Polsce występuje jeden gatunek.

## Systematyka i nazewnictwo
Pozycja w klasyfikacji według Index Fungorum: Hymenochaetaceae, Hymenochaetales, Incertae sedis, Agaricomycetes, Agaricomycotina, Basidiomycota, Fungi.
Po raz pierwszy takson ten zdiagnozował w 1968 r. František Kotlaba jako podrodzaj, nadając mu nazwę Phellinus subgen. Phellinidium. Obecną, uznaną przez Index Fungorum nazwę nadali mu w 1984 r. Fiasson i Tumo Niemelä podnosząc go do rangi odrębnego rodzaju Phellinidium.

## Gatunki
- Phellinidium cryptocystidiatum Spirin & Zmitr. 2006
- Phellinidium ferrugineofuscum (P. Karst.) Fiasson & Niemelä 1984 – tzw. czyreń ciemnordzawy
- Phellinidium lamaoense (Murrill) Y.C. Dai 1995
- Phellinidium orientale (Bondartseva & S. Herrera) Bondartseva & S. Herrera 1992
- Phellinidium pouzarii (Kotl.) Fiasson & Niemelä 1984
- Phellinidium rufitinctum (Berk. & M.A. Curtis ex Cooke) Bondartseva & S. Herrera 1992
- Phellinidium sulphurascens (Pilát) Y.C. Dai 1995

Nazwy naukowe na podstawie Index Fungorum. Nazwy polskie według Władysława Wojewody.